# 欲望のあいまいな対象
『欲望のあいまいな対象』（よくぼうのあいまいなたいしょう、原題：フランス語: Cet obscur objet du désir）は、1977年に製作・公開されたフランス・スペイン合作映画である。

## 概要
ルイス・ブニュエル監督の遺作で、ピエール・ルイスの小説『女と人形』（映画化作品『西班牙狂想曲』『私の体に悪魔がいる』）からインスパイアされた作品（原作とはクレジットされていない）。
ヒロイン・コンチータをフランス人のキャロル・ブーケとスペイン人のアンヘラ・モリーナの二人の女優が演じるという「二人一役」の演出がなされている。キャロル・ブーケは本作品が映画初出演である。
また、余りにも唐突に訪れる結末により、『アンダルシアの犬』や『黄金時代』などと重ね合わせてシュルレアリスム作品と語られることもある。
1977年度アカデミー賞外国語映画賞ノミネート。

## ストーリー
テロの危険に満ちたセビリア。初老の紳士フェルナンドは、発車間際の電車に乗り込もうとしてきた1人の女にバケツの水を被せる。驚く相客に、彼は女が悪魔であることを語りだす。

## キャスト
- フェルナンド・レイ
- キャロル・ブーケ
- アンヘラ・モリーナ
- バレリー・ブランコ
- エレン・バル
- リタ・ラッチ・ペイロ
- デイビッ ト・ロッチャ